# Eclissi solare del 18 luglio 1860
L'Eclissi solare del 18 luglio 1860, di tipo totale, è un evento astronomico che ha avuto luogo il suddetto giorno attorno alle ore 14:26 UTC. La durata della fase massima dell'eclissi è stata di 3 minuti e 39 secondi e l'ombra lunare sulla superficie terrestre ha raggiunto una larghezza di 198 km. L'eclissi aveva una magnitudo di 1,05. 
L'eclissi del 18 luglio 1860 è stata la seconda eclissi solare nel 1860 e la 148ª nel XIX secolo. La precedente eclissi solare si è verificata il 23 gennaio 1860, la seguente l'11 gennaio 1861.

## Percorso e visibilità

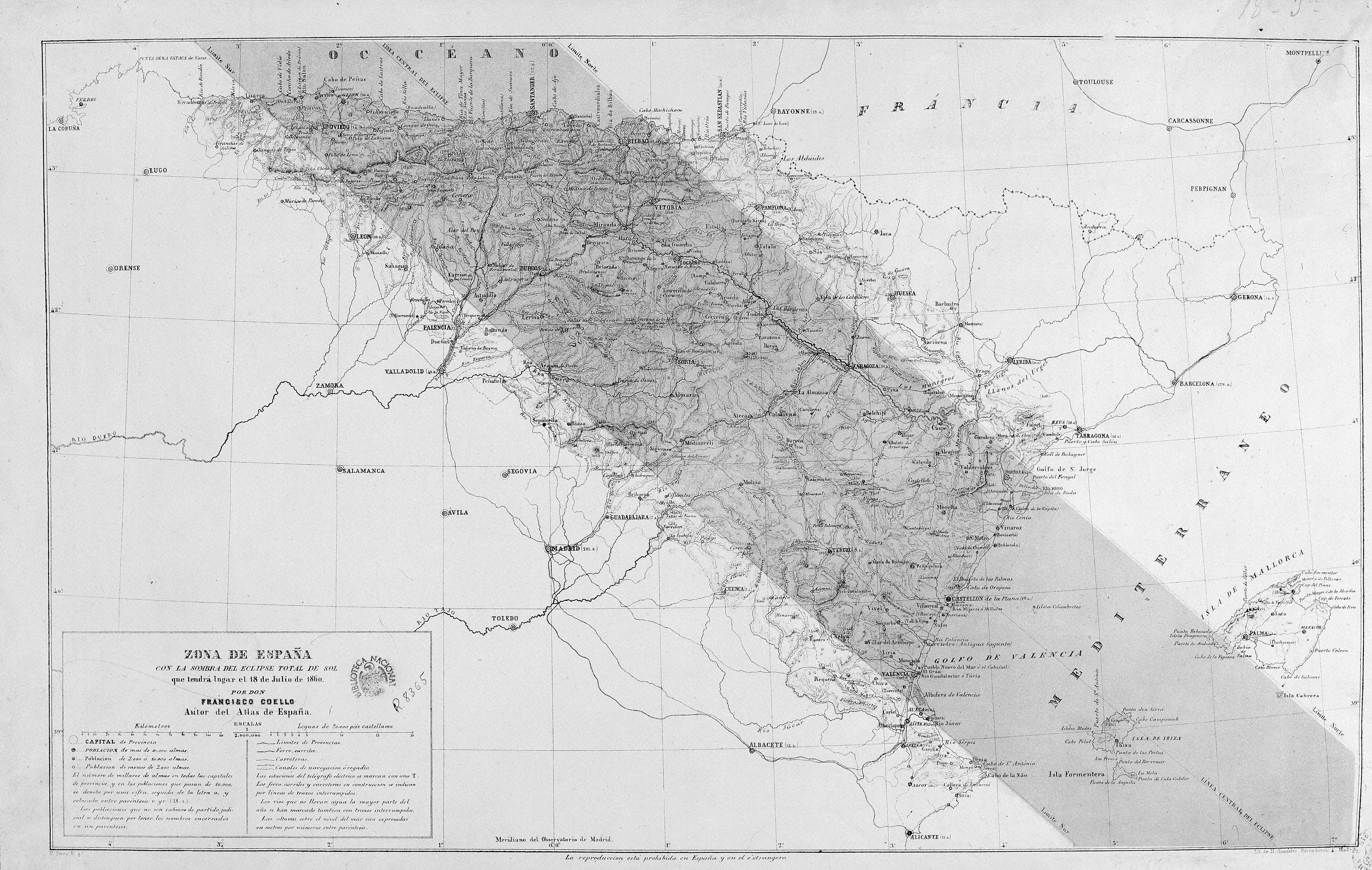
Fascia dell'eclissi totale sul territorio spagnolo

L'evento è iniziato all'estremità occidentale del nord America ed ha attraversato tutto il continente per poi varcare l'Atlantico, entrando in territorio europeo dai Paesi Baschi per terminare vicino al Golfo Persico dopo avere attraversato il mare Mediterraneo.

## Osservazioni a fini scientifici

Persone intente a osservare l'evento di eclissi del 18 luglio 1860 ritratte da Eugène Trutat. Tecnica del piatto negativo stereoscopico a collodio umido

I paesi Baschi furono luoghi di meta molto ambiti, per studiare l'evento, in quanto erano l'unico territorio europeo dove l'eclissi si manifestava nella sua fase di totalità con un tempo di osservazione interessante.
Il gesuita e astronomo Angelo Secchi, direttore dell'osservatorio del Collegio Romano, ha fotografato l'eclissi effettuando i propri studi dal parco naturale del Desierto de las Palmas, nella provincia di Castellón.
L'astronomo inglese Warren de la Rue, ha scattato fotografie dell'evento da Rivabellosa, un Consiglio di Alava nel comune di Ribera Baja. Molti astronomi si sono incontrati anche a Vitoria-Gasteiz, evento che diede nome ad Astronomers Street nel quartiere di Santa Luzia.
L'Accademia russa delle scienze organizzò e finanziò una spedizione suddivisa in tre diversi gruppi. Il primo fu guidato da Otto Wilhelm von Struve, direttore dell'Osservatorio di Pulkovo. Il secondo gruppo fu diretto dal professor Alexei Nikolajewitsch Sawitsch di San Pietroburgo e il terzo guidato da von Mädler, direttore dell'Osservatorio di Tartu, in Estonia.
Le delegazioni francese e spagnola hanno scelto le alture del Moncayo come punto di osservazione. La spedizione francese comprendeva ricercatori quali Jean Chacornac, Yvon Villarceau (primo astronomo dell'Osservatorio di Parigi), Léon Foucault e il direttore dell'Osservatorio di Parigi Urbain Le Verrier.
Il fotografo e naturalista francese Eugène Trutat ha documentato osservazioni effettuate a Tolosa, Francia. Il materiale è conservato presso il Museo di storia naturale di Tolosa.
L'astronomo ed ufficiale navale americano James Melville Gilliss osservo l'evento da Washington.

### Espulsione di massa coronale
Alcune documentazioni attesterebbero che durante questa eclissi totale sarebbe stata osservata per la prima volta un'espulsione di massa coronale.

## Eclissi correlate

### Ciclo di Saros 124
L'evento appartiene alla serie 124 del ciclo di Saros che per le eclissi solari si verifica nel nodo discendente della Luna, ripetendosi ogni 18 anni, 11 giorni, contenente 73 eventi.

## L'eclissi nella letteratura d massa
- L'eclissi solare del 18 luglio 1860 ha dato il titolo al capitolo XXIII del primo volume del romanzo d'avventura del 1873 Il paese delle pellicce (in francese Le Pays des fourrures) di Jules Verne.